# Дембняки (Влоцлавський повіт)
Дембняки (пол. Dębniaki) — село в Польщі, у гміні Коваль Влоцлавського повіту Куявсько-Поморського воєводства.
Населення — 335 осіб (2011).
У 1975-1998 роках село належало до Влоцлавського воєводства.

## Демографія
Демографічна структура станом на 31 березня 2011 року:
|          | Загалом | Допрацездатний вік | Працездатний вік | Постпрацездатний вік |
| -------- | ------- | ------------------ | ---------------- | -------------------- |
| Чоловіки | 180     | 50                 | 113              | 17                   |
| Жінки    | 155     | 28                 | 84               | 43                   |
| Разом    | 335     | 78                 | 197              | 60                   |